# Pavin Chachavalpongpun
Pavin Chachavalpongpun (thaï : ปวิน ชัชวาลพงศ์พันธ์; rtgs : Pawin Chatchawanpongphan) est un universitaire, diplomate et historien thaïlandais, né le 4 mars 1971. 
Pavin Chachavalpongpun est né le 4 mars 1971 à Bangkok. Il est diplômé du lycée Krungthep Christian Wittayalai et de l'université Chulalongkorn, Docteur en histoire de la School of Oriental and African Studies de l'université de Londres. Il est professeur à la faculté d'histoire de l'université de Kyoto, et son domaine académique est la politique contemporaine. Il vit au Japon en tant que réfugié politique depuis 2012.
En juillet 2019, Pavin est aspergé avec un produit chimique à son domicile de Kyoto. Il souffre de brûlures pendant trois jours et dénonce cette agression dont l'objectif serait de le faire taire. Son agresseur dit avoir agit sur ordre mais refuse de donner le nom du commanditaire et est condamné en juin 2022 à vingt mois de prison. Pavin a propagé une fake news sur cette affaire en prétendant que la police japonaise la considérait comme du terrorisme international et qui a été démenti.
Pavin Chachavalpongpun est célèbre pour ses messages critiquant la monarchie et pour son soutien au concept de républicanisme en Thaïlande,,.